# Justicia kuchari
Justicia kuchari är en akantusväxtart som beskrevs av M. Hedren. Justicia kuchari ingår i släktet Justicia och familjen akantusväxter. Inga underarter finns listade i Catalogue of Life.